# Salmoneus babai
Salmoneus babai is een garnalensoort uit de familie van de Alpheidae. De wetenschappelijke naam van de soort is voor het eerst geldig gepubliceerd in 1966 door Miyake & Miya.